# Бережна (Няндомський район)
Бережна (рос. Бережная) — присілок в Няндомському районі Архангельської області Російської Федерації.
Населення становить 13 осіб. Входить до складу муніципального утворення Няндомський муніципальний округ.

## Історія
До 2022 року входило до складу муніципального утворення Няндомське поселення.

## Населення
| 2002 | 2010 | 2012 |
| ---- | ---- | ---- |
| 11   | ↗18  | ↘13  |